# Di si ti
Di si ti je peti album grupe Daleka obala objavljen 1997., a sadrži 13 pjesama. 

## Popis pjesama
1. Ona je plesala
2. Žao mi je nas
3. Što te više gledam, to te više ne dam
4. Lažne ljubavi
5. Mi nismo sami
6. Ona više nije bila tu
7. Zadnja pjesma
8. Di si ti
9. Sa' mi je ža'
10. Prve kapi jeseni
11. Moja konoba
12. Trag u pijesku
13. On je volio brodove